# Saint-Blaise (Alpes Marítimos)
Saint-Blaise é uma comuna francesa na região administrativa da Provença-Alpes-Costa Azul, no departamento Alpes Marítimos. Estende-se por uma área de 8,04 km², com 892 habitantes, segundo os censos de 1999, com uma densidade de 110 hab/km².